# Pontedassio
Pontedassio – miejscowość i gmina we Włoszech, w regionie Liguria, w prowincji Imperia.
Według danych na rok 2004 gminę zamieszkiwało 1999 osób, 142,8 os./km².